# Praxis (enseigne)
Pour les articles homonymes, voir Praxis.

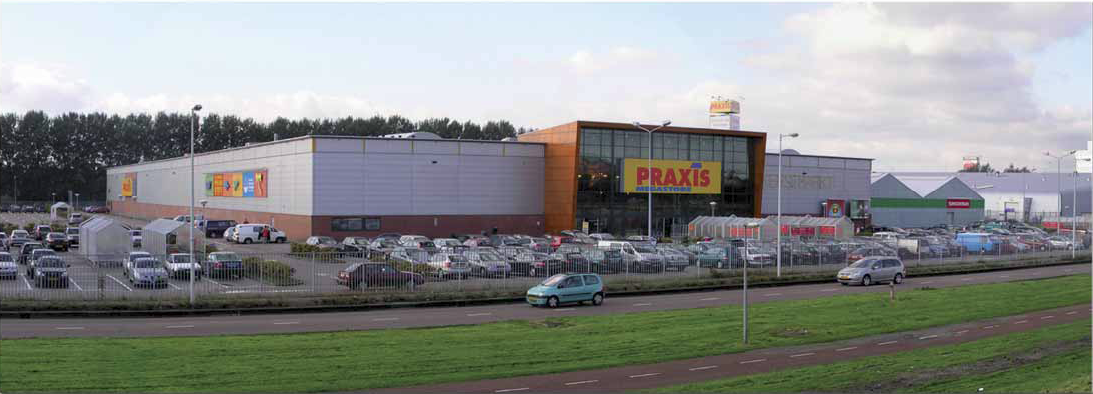
Un magasin de Praxis en 2009 à Amsterdam.

Praxis est une chaîne de magasins de bricolage néerlandaise créée en 1978 dans la ville de Venloo, spécialisée dans les produits de bricolage et de jardinage et basée à Amsterdam aux Pays-Bas. L'enseigne Praxis appartient avec Brico et Formido au groupe Maxeda.
La superficie moyenne de la surface de vente des magasins Praxis est de 3 500 m2 et compte en 2013, 139 magasins réparties à travers les Pays-Bas, dont 26 magasins franchisés et 29 mégamagasins avec une superficie de 5 000 m2 à 8 000 m2.
La gamme de Praxis contient non seulement des produits de bricolage, mais se concentre également sur le côté décoratif du bricolage avec une large gamme de produits décoratifs et de jardinage. Ceci est soutenu par le parrainage de l'émission Eigen Huis & Tuin (en) de la chaîne de télévision néerlandaise RTL 4.

## Identité visuelle

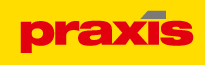
Logo de Praxis d'octobre 2011 à 2018
Logo de Praxis depuis 2018